# بلاتينيوم ريكوردز
بلاتينيوم ريكوردز (بالإنجليزية: Platinum Records)، هي شركة تسجيلات إمارتية مملوكة من قبل الفنان السعودي راشد الماجد بشراكة مع مجموعة إم بي سي الفضائية التي تأسست عام 2007. تولى إدراتها الفنان عصام كمال ثم رجل الأعمال تيمور مرمرشي.

## نبذة
تقوم الشركة بإنتاج وتسويق الأغاني والموسيقى في الوطن العربي، وتختص في تقديم المواهب الجديدة للساحة ورعايتها من خلال بعض برامج إستكشاف المواهب الفنية مثل أراب آيدول الذي يعرض على قناة أم بي سي وذا فويس كيدز وأيضاً برنامج كن نجماً على قناة وناسة، أول مسابقة لإختيار الأصوات الجميلة عبر الإنترنت، وبالمقابل، تهتم قناة وناسة بفناني بلاتينيوم وتعرض كليباتهم لكي يتعرف عليهم الجمهور أكثر.

## التأسيس
وكان أول ألبوم لها للفنان القطري فهد الكبيسي وبعنوان أسئلة 2008، وقدمت باكورة أعمالها سنة 2008 بألبوم غنائي منوع بعنوان راشد وأحبابه. تضم عدد من فناني الوطن العربي أبرزهم : راشد الماجد، أحلام، أحمد الهرمي، فهد الكبيسي، عادل محمود، وليد الشامي، محمد الزيلعي منى أمرشا, عبد الفتاح الجريني وغيرهم وأيضا تعتبر من الشركات الناجحة والمنافسة للشركات الآخرى من حيث الإنتاج والتوزيع.

## أهم النجوم الذين تعاملت معهم[4]
- كاظم الساهر
- راشد الماجد
- رامي عياش
- ديانا حداد
- أحمد الهرمي
- عادل محمود
- وليد الشامي
- محمد الزيلعي
- منى أمرشا
- عبد الفتاح الجريني
- عباس إبراهيم
- عبدالرب ادريس
- فهد الكبيسي
- عيسى الكبيسي
- مشاعل
- قصي مراد
- عبد الكريم عبد القادر
- حلا الترك
- كارمن سليمان من اراب ايدول
- يوسف عرفات من اراب ايدول
- ملحم زين
- محمد عساف
- جميلة البداوي
- يعقوب شاهين
- لين الحايك من ذا فويس كيدز

## وصلات خارجية
- الموقع الرسمي